# رسالة الحدود (كتاب)
رسالة الحدود يٌعتبر الكتاب من مصنفات اللغة العربية حيث هو يشرح المعاني التي يحتاج اليها في النحو من قياس وبرهان وبيان والحكم والعلة والاسم والحرف والاعراب والبناء والتغيير وغيرها

## المؤلف
علي بن عيسى بن علي بن عبد الله وكنيته أبو الحسن الرماني: باحث نحوي .أصله من سامراء، ومولده ووفاته ببغداد. له نحو مئة مصنف، منها «الأكوان» و «المعلوم والمجهول» و «الأسماء والصفات» و «صنعة الاستدلال» في الاعتزال، سبعة مجلدات، كتاب «التفسير» و «شرح أصول ابن السراج» و «شرح سيبويه» و «معاني الحروف» وغيرها